# Saint-Pierre-de-Varengeville
Saint-Pierre-de-Varengeville ist eine französische Gemeinde mit 2301 Einwohnern (Stand: 1. Januar 2022) im Département Seine-Maritime in der Region Normandie. Sie gehört zum Arrondissement Rouen und ist Teil des Kantons Barentin (bis 2015: Kanton Duclair). Die Einwohner werden Varengevillais genannt.

## Geografie
Saint-Pierre-de-Varengeville liegt an der Seine, rund 13 Kilometer nordwestlich von Rouen. Umgeben wird Saint-Pierre-de-Varengeville von den Nachbargemeinden Villers-Écalles im Norden, Barentin im Nordosten, Roumare im Osten, Hénouville im Süden und Südosten, Berville-sur-Seine im Süden und Südwesten, Duclair im Westen und Südwesten sowie Saint-Paër im Westen.
Durch die Gemeinde verläuft die frühere Route nationale 182 (heutige D982).

## Bevölkerungsentwicklung
| Jahr | Einwohner |
| ---- | --------- |
| 1962 | 1372      |
| 1968 | 1450      |
| 1975 | 1613      |
| 1982 | 1853      |
| 1990 | 2143      |
| 1999 | 2277      |
| 2006 | 2245      |
| 2012 | 2195      |

## Sehenswürdigkeiten
- Kirche Saint-Pierre aus dem Jahre 1861
- Kapellen Sainte-Anne, Saint-Gilles (17. Jahrhundert) und Sainte-Thérèse-de-l'Enfant-Jésus (1925)
- Schloss Le Breton aus dem Jahre 1898
- Schloss Le Bourg-Joly